# Poison (гурт)
Poison (укр. «Отрута»; вимовляється — поіз(е)н) — американський глем-рок- і хард-рок-гурт, утворена у 1983 році.
Найбільшого успіху і популярності гурт досягнув наприкінці 80-х, початку 90-х років.

## Історія
Гурт Poison утворений у США у 1982 році в американському місті Гаррісбург. Спочатку колектив мав назву «Paris». Перший склад містив чотирьох музикантів з Пенсильванії — Брета Майклса (Брет Сичак, (нар. 15 березня 1962; вокал), Боббі Долла (Гаррі Кай Кендалл, нар. 2 листопада 1958; бас), Метта Сміта (гітара) і Ріккі Рокетта (Алан Рім, нар. 8 серпня 1959; ударні). Невдовзі гітарист Сміт пішов з гурту, а його місце зайняв Сі Сі ДеВілль (Брюс Ентоні Йоханнессон, нар. 14 травня 1963). Колектив переїхав у Лос-Анджелес і змінив назву на Poison, при цьому підписала контракт з Enigma Records.
У 1986 році виходить перший альбом Look What the Cat Dragged In, продаж якого перевищив понад 2 млн дисків. Три сингли («Talk Dirty to Me», «I Want Action», «I Won't Forget You») потрапили у гарячу десятку.
У 1988 році гурт видає другий альбом Open Up and Say …Ahh!. Завдяки хітам «Every Rose Has Its Thorn» (номер 1 у «Billboard»), «Nothin' But A Good Time», «Fallen Angel», «Your Mama Don't Dance» (всі — Топ 10) Open Up and Say …Ahh! уже через два тижні отримав платиновий статус, а надалі його продаж склав близько 8 мільйонів екземплярів. Після дуже успішного туру з Девідом Лі Ротом команда повернулась у студію і зайнялася підготовкою третього альбому.
У 1990 році колектив видав третій альбом Flesh & Blood. Пластинка дісталась до другого місця на «Billboard», а Poison тим часом з тріумфом виступили на донінгтонському фестивалі «Monsters of Rock».
Після закінчення туру у 1991 році видано подвійний концерт Swallow This Live!, на який записано чотири нових студійних треки.
Усередині колективу все складалося не дуже гладко. У підсумку, Сі Сі вигнали за алкогольно-кокаїнову пристрасть, а на його місце прийшов Річі Котцен. З цим гітаристом у 1993 році був записаний альбом Native Tongue. Робота, яка супроводжувалася хіт-синглом «Stand», викликала шквал позитивних рецензій.
У 1994 році колектив почав записувати альбом Crack a Smile, однак запис альбому був призупинений через те, що  Брет Майклс потрапив у аварію. Згодом Брет видужав і колектив продовжив роботу.
У 1996 Poison видав збірник Greatest Hits: 1986—1996. Після цього у діяльності колективу настав затишок, і музиканти зайнялися кожен своїми справами. Лише влітку 1999 року колектив возз'єднався з ДеВіллем і провів успішне турне.
У 2000 році Capitol Records випускає альбом Crack a Smile, додавши бонусні треки з сесій «MTV Unplugged» 1990 року. Невдовзі після цього гурт випустив концертний Power to the People на своєму особистому лейблі CMI.
У 2002 році видано новий альбом Hollyweird, однак він не отримав схвальних вігуків як від критиків, так і від фанів гурту.
У 2006-му команда провела досить успішний тур «20 Years Of Rock», а також видала ще одну компіляцію, The Best Of Poison: 20 Years Of Rock. За допомогою цього диска колектив вперше за довгі роки повернувся у Топ 20.
У 2007-му гурт видав свій перший кавер-альбом, Poison'd, у котрий увійшли номери від класиків року Sweet, Девід Бові, Еліс Купер, The Rolling Stones, Kiss і т. д.

## Склад

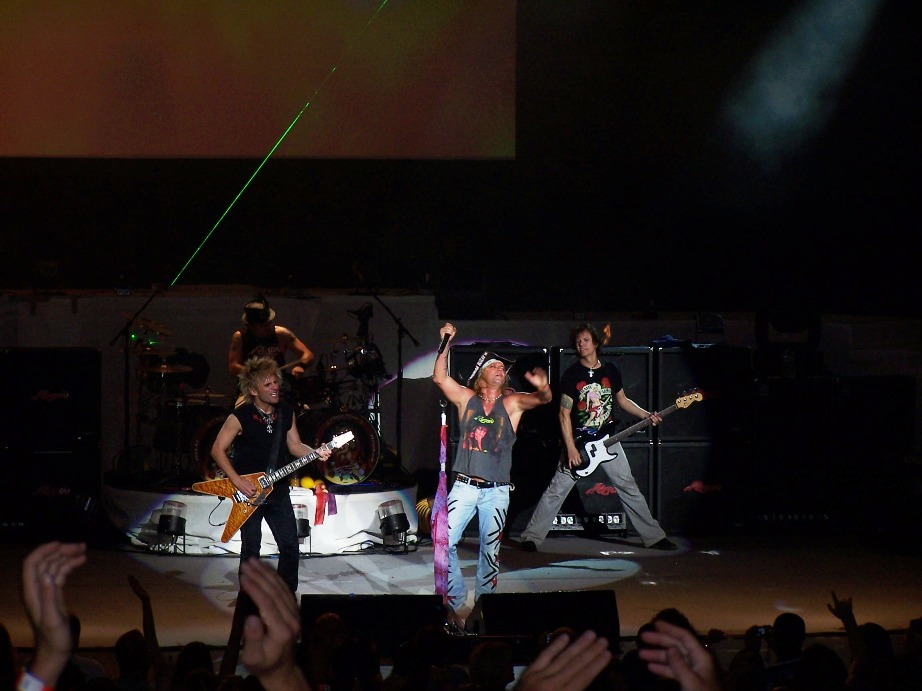
Виступ Poison у 2006 році

- Брет Майклс — вокал, гітара, гармоніка
- Rikki Rockett — ударні, перкусія
- Bobby Dall — бас, клавішні
- C.C. DeVille — гітара

## Дискографія

### Студійні альбоми
- Look What the Cat Dragged In (1986)
- Open Up and Say… Ahh! (1988)
- Flesh & Blood (1990)
- Native Tongue (1993)
- Crack a Smile… and More! (2000)
- Power to the People (2000)
- Hollyweird (2002)
- Poison'd! (2007)

### Концертні альбоми
- Swallow This Live (1991)
- Live, Raw & Uncut (2008)

### Збірники
- Poison's Greatest Hits: 1986—1996 (1996)
- Best of Ballads & Blues (2003)
- The Best of Poison: 20 Years of Rock (2006)
- Poison — Box Set (Collector's Edition) (2009)
- Double Dose: Ultimate Hits (2010)

## Тури
- Look What the Cat Dragged In Tour '86-'87 (з Ratt, Cinderella, Loudness)
- Open Up And Say Ahh! Tour '88-'89 (з David Lee Roth)
- Open Up And Say Ahh! Tour '89-90 (з (Tesla)
- Flesh & Blood World Tour '90-'91 (з Warrant, Don Dokken, Alice In Chains, Bullet Boys, Slaughter)
- Native Tongue World Tour '93-'94 (з Damn Yankees, Firehouse, Wild Boyz)
- Greatest Hits World Tour 1999 (reunion) (з Ratt, Great White, LA Guns)
- Power To The People Tour 2000 (з Cinderella, Dokken, Slaughter)
- Glam, Slam, Metal Jam Tour 2001 (з Warrant, Quiet Riot, Enuff Z'Nuff)
- Hollyweird World Tour 2002 (з Cinderella, Winger, Faster Pussycat)
- Harder, Louder, Faster 2003 (з Vince Neil, Skid Row)
- Rock the Nation World Tour 2004 (з Kiss, ZO2)
- 20 Years Of Rock World Tour 2006 (з Cinderella, Endeverafter)
- POISON'D Summer Tour 2007 (з Ratt, Vains Of Jenna)
- Live, Raw & Uncut Summer Tour 2008 (з Dokken, Sebastian Bach)
- 2009 Summer Tour (з Def Leppard / Cheap Trick)
- Glam-A-Geddon 25 Tour 2011 (з Mötley Crüe, New York Dolls)
- Rock Of Ages 2012 (з Def Leppard, Літа Форд)
- 2017 30th Anniversary North American Tour (з Def Leppard, Tesla)
- 2018 Nothing But A Good Time Tour (з Cheap Trick, Pop Evil)